# Werner Herzog
Werner Herzog (Munique, 5 de setembro de 1942), é um cineasta alemão.
Herzog é sempre associado ao movimento do Novo Cinema Alemão, juntamente com Rainer Werner Fassbinder, Margarethe von Trotta, Volker Schlöndorff, Wim Wenders, entre outros.  Não se considerava um membro desse movimento, mas, sem dúvida, era um importante simpatizante.
Os seus filmes contêm sempre heróis com sonhos impossíveis ou pessoas com talentos únicos em áreas obscuras. Dirigiu, entre muitos outros filmes, Nosferatu: Phantom der Nacht (1979), uma nova visão sobre o clássico de Friedrich Wilhelm Murnau, de 1922, e Fitzcarraldo (1982).
O seu ator preferido era Klaus Kinski, apesar das relações tumultuosas entre os dois. Herzog também trabalhou com atores e personalidades brasileiras como José Lewgoy, Grande Otelo, Milton Nascimento, e Tarcísio Filho, dentre outros.
Destaca-se como ator em diversas participações, nos mais variados gêneros. Em 2019 atua como "O Cliente" em O Mandaloriano (The Mandalorian), série da Lucasfilm que faz parte do cânon de Star Wars, produzida pelo canal de streaming Disney+.

## Infância e Juventude
Werner Stipetić nasceu em Munique, na Alemanha. Ele adotou o nome artístico Herzog, que significa "duque" em alemão, um pouco mais tarde em sua vida. Seus pais eram croatas. O seu pai (junto com a mãe) abandonou-o cedo, ainda na infância, quando voltou de um campo de prisioneiros de guerra depois da Segunda Guerra Mundial. Sua família, então, se mudou para uma cidade na Áustria, após uma casa próxima a deles ter sido destruída durante um bombardeio no final da Segunda Guerra. Quando ele fez 12 anos, ele e sua família mudaram-se novamente para Munique, e compartilharam um apartamento com Klaus Kinski no bairro de Elisabethstraße in Munich-Schwabing. Sobre esse fato, Herzog declarou: "Eu sabia naquele momento que eu me tornaria um diretor de cinema e que eu iria dirigir Kinski."
Neste mesmo ano

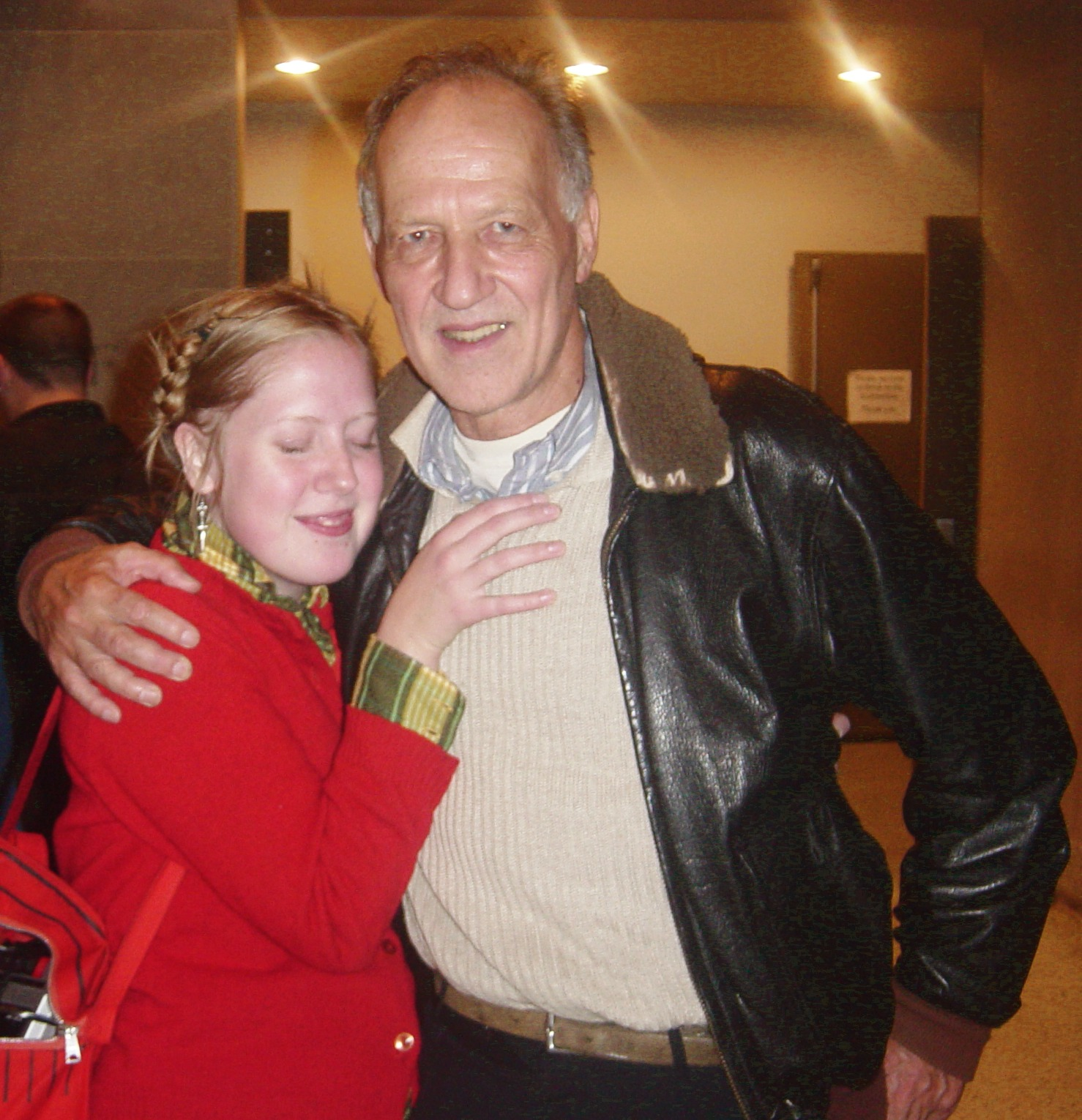
Werner Herzog e uma fã em uma première em Seattle, 2005

Herzog foi aconselhado a cantar em frente a sua classe na escola e ele se recusou veementemente. E por isto ele quase foi expulso do colégio e até os 18 anos ele não ouviu música alguma, não tocou instrumento nenhum e muito menos estudou qualquer instrumento. Depois ele chegou a declarar que daria 10 anos de sua vida para ser capaz de tocar algum instrumento. Aos 14 anos ele se inspirou em um termo de uma enciclopédia sobre cinema, que ele diz que "continha tudo que ele precisava para começar" como cineasta - isto e a câmera 35mm que Herzog roubou da Munich Film School. Ele recebeu seu diploma pós-secundarista na Universidade de Munique e apesar de ter ganhado uma bolsa escolar para a Duquesne University in Pittsburgh, Pennsylvania, ele abandonou a faculdade em poucos dias e viajou até o México onde ele trabalhou em um rodeo.
No início dos anos 60, Herzog trabalhou como metalúrgico em uma fábrica de aço como forma de ajudar a financiar seu primeiro filme.

## Família
Herzog casou-se por três vezes e teve 3 filhos. Em 1967, Herzog casou-se com Martje Grohmann, com quem teve um filho no ano de 1973, Rudolph Amos Achmed. Em 1980 a sua filha Hanna Mattes nasceu do casamento com Eva Mattes. Em 1987, Herzog casou com Christine Maria Ebenberger. O filho deste casamento, Simon David Alexander Herzog, nasceu em 1989. Em 1995 Herzog conheceu a fotógrafa Lena Pisetski (agora de sobrenome Herzog) e se mudou para os EUA. Eles se casaram em 1999 e agora estão morando em Los Angeles.

## Filmografia (Diretor)
- 2018 - Encontrando Gorbachev - Meeting Gorbachev[1]
- 2016 - Lo And Behold, Reveries Of The Connected World - Eis os Delírios do Mundo Conectado
- 2016 - Into The Inferno
- 2016 - Salt And Fire
- 2015 - Queen of the Desert - Rainha do Deserto
- 2012 - Jack Reacher - O último tiro ( Zac Chelovek)
- 2011 - Into the Abyss -A o Abismo - Um conto de morte, um conto de vida
- 2010 - Happy People - A Year in the Taiga
- 2010 - Cave of Forgotten Dreams
- 2009 - La bohème
- 2009 - My Son, My Son, What Have Ye Done
- 2009 - Vício Frenético (Bad Lieutenant: Port of Call New Orleans)
- 2007 - Encontros no Fim Do Mundo (Encounters A The End Of The World)
- 2006 - O Sobrevivente (Rescue Dawn)
- 2005 - The Wild Blue Yonder
- 2005 - O Homem-Urso (Grizzly Man)
- 2004 - The White Diamond
- 2003 - Rad der Zeit
- 2002 - Ten thousand years older
- 2001 - Pilgrimage
- 2001 - Invincible
- 1999 - Mein liebster Feind
- 1999 - Julianes Sturz in den Dschungel
- 1998 - Hinter dem Horizont
- 1997 - Little Dieter needs to fly
- 1995 - Tod für fünf Stimmen
- 1994 - Die Verwandlung der Welt in Musik
- 1993 - Glocken aus der Tiefe
- 1992 - Lições da Escuridão (Lektionen in Finsternis)
- 1991 - Cerro torre: Schrei aus Stein
- 1991 - Jag Mandir. Das exzentrische Privattheater des Maharadjah von Udaipur
- 1990 - Echos aus einem düsteren Reich
- 1990 - Wodaabe - Hirten der Sonne
- 1988 - Gekauftes Glück (como ator principal. Direção: Urs Odermatt)
- 1988 - Les Galois
- 1987 - Cobra Verde
- 1984 - Wo die grünen Ameisen träumen
- 1984 - Gasherbrunn - Der leuchtende Berg
- 1984 - Ballade vom kleinen Soldaten
- 1982 - Fitzcarraldo
- 1980 - Huie´s Predigt
- 1980 - Glaube und Währung
- 1980 - God´s angry man
- 1979 - Woyzeck
- 1979 - Nosferatu: Phantom der Nacht
- 1977 - La Soufrière
- 1976 - Stroszek (siehe auch Bruno S)
- 1976 - Mit mir will keiner spielen
- 1976 - How much wood would a woodchuck chuck
- 1976 - Herz aus Glas
- 1974 - Jeder für sich und Gott gegen alle (O Enigma de Kaspar Hauser)
- 1974 - Die große Ekstase des Bildschnitzers Steiner
- 1972 - Aguirre, der Zorn Gottes
- 1971 - Land des Schweigens und der Dunkelheit
- 1971 - Behinderte Zukunft
- 1970 - Niedrig gilt das Geld auf dieser Welt
- 1970 - Fata Morgana
- 1970 - Auch Zwerge haben klein angefangen
- 1969 - Die fliegenden Ärzte von Ostafrika
- 1969 - Maßnahmen gegen Fanatiker
- 1968 - Letzte Worte
- 1968 - Lebenszeichen
- 1967 - Die beispiellose Verteidigung der Festung Deutschkreutz
- 1964 - Spiel im Sand
- 1962/1965 - Herakles

## Filmes e séries com atuações de Werner Herzog
- Geschichten vom Kübelkind (1971)
- Man of Flowers (1983)
- Bride of the Orient (1989)
- Hard to Be a God (1990)
- Tales from the Opera (1994)
- Burning Heart (1995)
- What Dreams May Come (1998)
- Julien Donkey-Boy (1999)
- Incident at Loch Ness (2004)
- Mister Lonely (2007)
- The Grand (2007)
- Plastic Bag (2009)
- The Boondocks (season 3) ep. 31: "It's a Black President, Huey Freeman" (air date May 2, 2010) – voice role
- The Simpsons ep. 479 (2011), ep. 662 (2019), ep. 670 (2019) – voice role
- Metalocalypse (season 4, recurring character) (2012) – voice role
- American Dad! Ep. 132 (2012) – voice role
- Dinotasia (2012) – narrator
- Jack Reacher (2012)
- Home from Home (2013)
- The Wind Rises (English version) (2013) – voice role
- Penguins of Madagascar (2014) – voice role
- Parks and Recreation (2015)
- Rick and Morty (season 2) ep. 8: "Interdimensional Cable 2: Tempting Fate" (2015) – voice role
- The Mandalorian (2019)

## Filmes sobre Werner Herzog
- 1978 - Christian Weisenborn und Erwin Keuch - Was ich bin sind meine Filme
- 1980 - Les Blank - Werner Herzog eats his Shoe
- 1982 - Les Blank - Burden of Dreams
- 1988 - Peter Buchka - Bis ans Ende...und dann noch weiter. Die ekstatische Welt des Filmemachers Werner Herzog
- 2001 - Les Blank - Uma odisséia no espaço